# 南桑镇区
南桑镇区是缅甸掸邦南桑县下辖的一个镇区，治所位于南桑。